# Telephone
Telephone è un singolo della cantante statunitense Lady Gaga, pubblicato il 15 febbraio 2010 come secondo estratto dal terzo EP The Fame Monster.
Il brano, che ha visto la collaborazione della cantante Beyoncé, ha riscontrato un proficuo successo, in particolare in Europa, dove ha raggiunto il primo posto nelle classifiche in Belgio, Danimarca, Irlanda, Norvegia, Paesi Bassi, Regno Unito e Ungheria. Grazie alle fortissime vendite digitali la canzone è stata pubblicata, in alcuni paesi, a fine 2009.
Il singolo ha venduto mondialmente circa 7.4 milioni di copie (di cui 3 500 000 copie solo negli Stati Uniti), diventando il quarto singolo più venduto globalmente nel 2010.
Il brano frutta a Lady Gaga e Beyoncé una candidatura ai Grammy Awards 2011 come Miglior collaborazione vocale pop.
Nel gennaio 2015 la rivista Billboard, in una speciale classifica, posiziona il video di Telephone al primo posto tra i migliori video degli anni 2010.

## Composizione
Lady Gaga ha scritto Telephone, con Rodney Jerkins, per Britney Spears, come parte del suo album di inediti Circus. Tuttavia, l'etichetta discografica della popstar, dopo aver registrato una demo della canzone, la scartò e la restituì a Lady Gaga. La cantante ha scelto quindi di tenerlo per sé e di interpretarlo insieme a Beyoncé per il suo EP, The Fame Monster. Gaga ha detto: «La scrissi per lei qualche tempo fa e non la usò per il suo album. È grandioso perché amo questa canzone e ora potrò cantarla io». Inoltre il ruolo della cantante ospite sarebbe dovuto andare alla stessa Britney,  e, dopo aver registrato un'altra demo insieme (trapelata su Internet), Lady Gaga alla fine decise di scegliere Beyoncé. La principale fonte del brano è stata la paura di Gaga nel non sentirsi capace di concedersi un po' di tempo per lasciarsi andare e divertirsi se si è fidanzati. Ha poi chiarito:

Paura di soffocare—una sorta di paura che ho è di non riuscire mai a divertirmi, ... Perché io adoro il mio lavoro, per cui mi è difficilissimo uscirne e svagarmi. ... Non vado nei nightclub, ... Non avete visto mai foto in cui mi sento male ubriacandomi in un locale. Non ci vado—ed è per questo che di solito vado e poi dopo, lo sai, un whiskey e sto mezz'ora, devo tornare a lavorare.

## Descrizione
Il brano è costruito in forma di duetto, con una parte cantata da Beyoncé a metà canzone dopo un breve intervallo, che d'ora in poi accompagna il ritornello nel resto del brano. Telephone ha un inizio delicato, con Lady Gaga che canta con voce solenne accompagnata da una melodia ad arpa, ma il tutto è improvvisamente interrotto dall'infiltrazione di un ritmo martellante.

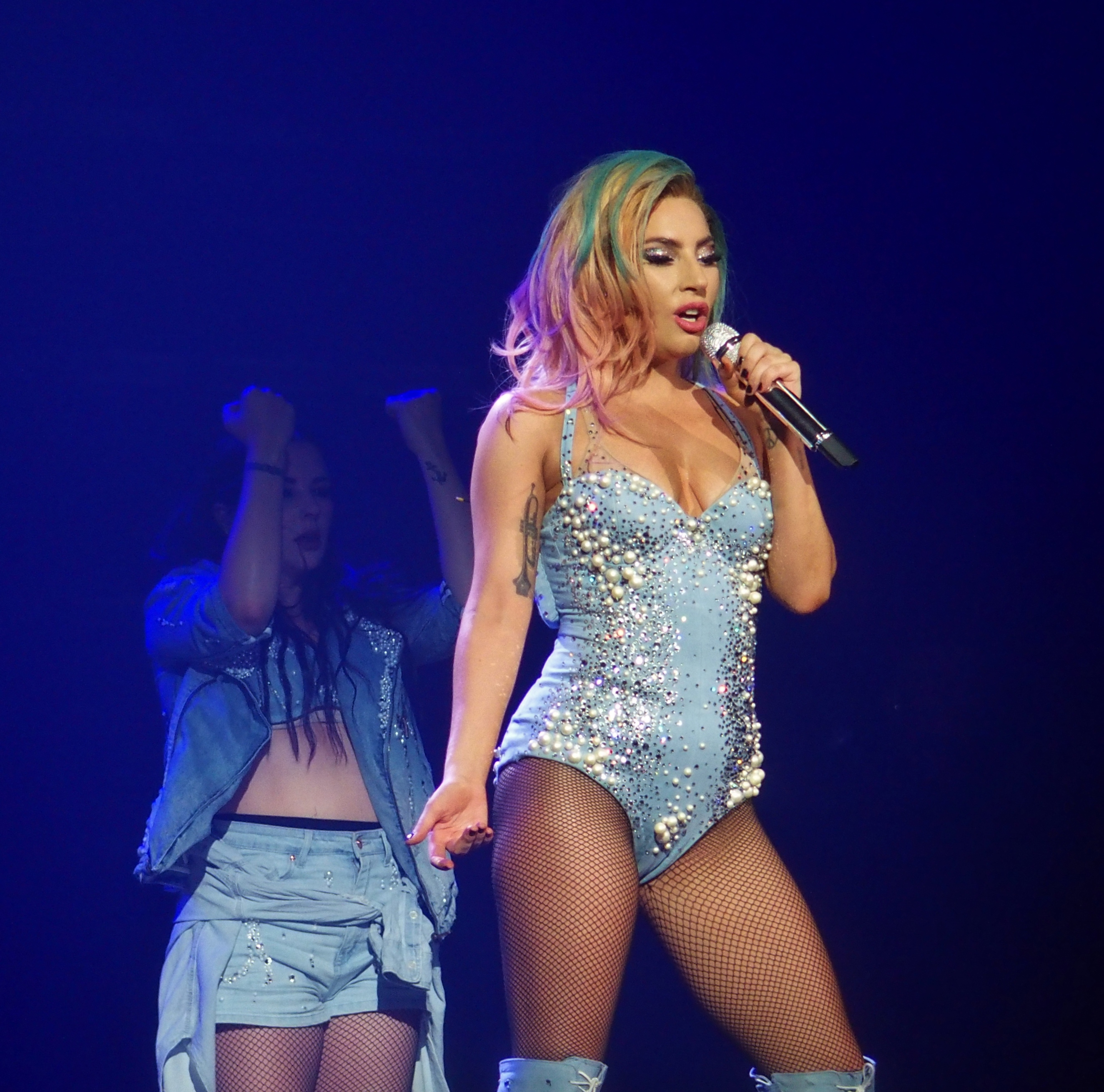
Lady Gaga si esibisce con Telephone al Joanne World Tour

Telephone è costituito da un bridge dilatato, una strofa rap e un epilogo nel quale una voce annuncia che il numero selezionato non è raggiungibile.
Il testo della canzone è basato sulla negazione della realtà. Gaga, dopo aver ricevuto una chiamata dal suo fidanzato, intento a dar fine alla loro relazione, cerca di trovare scuse per far finta di non aver sentito, in modo che la loro relazione non finisca.

## Accoglienza
Telephone ha un ottenuto un buon riscontro da parte di critici ed esperti musicali. Michael Hubbard del sito web MusicOMH ha scritto: «È probabilmente la miglior canzone dell'album. Contiene un perfetto bridge, il middle 8, mentre la parte in cui il chiamante rilascia il messaggio telefonico è straordinariamente strepitosa». Il sito Popjustice ha assegnato sette stelle su otto al brano, aggiungendo: «Suona un po' come What You Waiting For? di Gwen Stefani combinata con The Way I Are di Timbaland o con altre cinquanta canzoni... La struttura è piuttosto intrigante [...] e c'è un qualcosa di terribilmente favoloso nella performance di Beyoncé che ha reso il pezzo bellissimo, come se fosse questa lo scopo di tutto.» Evan Sawdey di PopMatters scrive: «La chiacchieratissima collaborazione di Beyoncé in Telephone che - con il suo ritmo accelerato e le rapidissime strofe - si rivela una delle canzoni più cariche di adrenalina che Gaga abbia mai creato, nel complesso è un tentativo di distaccarsi da altri brani grazie semplicemente alla frenetica concitazione condivisa dalle due dive, trasformandosi semplicemente nell'indiscusso piatto forte di The Fame Monster.» Bill Lamb di About.com ha posizionato il brano in vetta alle altre canzoni dell'album e ha scritto: «La partecipazione di Beyoncé in Telephone è una mazza calpestatrice che avvicinerà anche i fans R&B e Hip Hop alla radio.» In una recensione a parte, Lamb ha accostato Telephone al brano Just Dance, commentando: «È un brano insolito per diverse ragioni. Per il contenuto, è un proseguimento di Just Dance. Il testo vede Lady Gaga esprimere il suo disappunto verso l'uso del cellulare in un pub. L'inclusione di una canzone di questo tipo, quando questa suona in maniera simile a Just Dance, un brano vecchio di un anno ed appartenente ad un'altra Gaga, è un po' inopportuna. Soprattutto se si tratta di un singolo programmato... È piacevole e commerciabile ma ci sarebbero state molte altre canzoni di The Fame Monster da offrire come singoli.»
Mikael Woods del Los Angeles Times ha scritto che Telephone è «un'accurata riflessione su come sia assillante l'essere chiamati continuamente da un tizio mentre si è impegnati a divertirsi in un locale.» Nicki Escuerdo dal Phoenix New Times ha incluso Telephone tra le canzoni di maggiore efficacia dell'album. Sarah Hajhbagheri del The Times non si dichiara colpita dalla canzone e scrive: «L'accostamento vocale di Beyoncé alle suonerie di Telephone contribuisce al senso di completo disordine». Melanie Bertoldi della rivista Billboard assegna un giudizio positivo al brano, commentando: «In maniera simile a Blah Blah Blah di Kesha, Telephone si riferisce agli spauracchi repressi, con i quali la cantante ospite, Beyoncé, ha troppa dimestichezza. [...] Per un momento Telephone si agita attraverso una serie di squilli telefonici per poi tornare alla sua semplice introduzione; Gaga e Beyoncé hanno imposto all'ascoltatore una sola alternativa: cedere alla pista da ballo.»

## Video musicale
(Lady Gaga in un'intervista concessa ad E! Online)
Le riprese sono iniziate il 28 gennaio 2010 e sono state effettuate dal regista Jonas Åkerlund che aveva già lavorato con Lady Gaga al video di Paparazzi. La rivista New York ha anticipato che la trama del video avrebbe coinvolto Beyoncé che scarcerava Gaga. Nelle foto pubblicate dal set, Gaga e Beyoncé erano state filmate in una vettura, chiamata "Pussy Wagon", che il personaggio di Uma Thurman aveva guidato in Kill Bill: Volume 1, film di Quentin Tarantino nel 2003. Il video infatti riecheggia Quentin Tarantino e i suoi film Kill Bill e Pulp Fiction.
Prevista inizialmente per febbraio 2010, l'uscita del videoclip è stata rimandata all'11 marzo, in anteprima assoluta alle ore 23:30 sul canale E! News.
Il video, della durata di 9:34 minuti, è il seguito di Paparazzi. Il 5 febbraio 2010 Lady Gaga fu intervistata da Ryan Seacrest nel programma KIIS-FM e disse: «Il bello è che un vero momento pop e quando ero più piccola andavo di testa appena inscenavano un grandioso spettacolo nella musica pop, ed è la stessa cosa che io ho voluto creare».
Nel video musicale compaiono anche le contract girl della Wiked Pictures Jessica Drake e Alektra Blue.

### Sinossi

«Let's Make a Sandwich», iscrizione dal video di Telephone.

Il video inizia con Lady Gaga portata in un carcere femminile per aver avvelenato il suo ragazzo e successivamente spogliata brutalmente da due poliziotte in tenuta sadomaso, che la lasciano completamente nuda su di un letto (con questa scena l'artista ha voluto smentire le voci di un suo presunto ermafroditismo).
Quando Gaga è fuori in cortile, insieme alle altre carcerate, porta degli occhiali fatti da sigarette accese; qui viene baciata a lungo da un'altra donna molto androgina. La scena si sposta nella mensa: dopo una rissa tra due detenute, Lady Gaga, con un'acconciatura sostenuta da alcune lattine di Diet Coke, risponde al telefono e inizia a cantare il brano, quindi, quasi nuda, balla con altre detenute nel corridoio tra le celle. Dopo essere stata rilasciata dalla prigione, entra in un'auto dove l'attende Beyoncé, detta Honey Bee, che la rimprovera di essere stata una cattiva ragazza.
Le due insieme, si dirigono verso un fast food e uccidono tutti i clienti, poiché Lady Gaga, travestitasi da cameriera, ne ha avvelenato i pasti. Con lo sfondo del locale disseminato di corpi esanimi si svolge il balletto in cui Lady Gaga e Beyoncé portano un mini abito composto dai colori della bandiera a stelle e strisce.
Successivamente le due, coperte di veli, scappano con il Pussy Wagon di Kill Bill in cui si promettono che fuggiranno molto lontano e che non torneranno mai più.
Le due si stringono la mano e il video termina con la scritta "To Be Continued..."

### Premi
Il 3 agosto 2010 sono state annunciate le nomination agli MTV Video Music Awards 2010 e il video di Telephone se ne è guadagnate tre nelle categorie Video dell'anno, Miglior collaborazione e Miglior coreografia. Lady Gaga si è aggiudicata il secondo premio, condiviso con Beyoncé, senza contare i ben sette trofei portati a casa grazie al video di Bad Romance.
Ha riportato anche una nomination agli MTV Europe Music Awards 2010 come Miglior video, senza riuscire a conquistarlo.
Il video ha ottenuto la certificazione Vevo, avendo superato le 100 milioni di visualizzazioni su YouTube e Vevo.

### Critica
Il 15 febbraio 2010, sono stati posti tre scatti fotografici dal video musicale sul sito ufficiale di Gaga. Gli scorci delineavano Gaga in tre scene distinte: una in cucina in cui Gaga indossa un abito da cuoca in plastica e un cappello che ha forme di un telefono, una in un ristorante con i ballerini mentre veste una bandiera americana modellata a bikini e una bandana, e una in bianco e nero in cui Gaga porta un cappello con molteplici triangoli e fili telefonici.
A proposito del video, James Montogomery di MTV ha commentato: «Con Telephone, Gaga si è inserita in una delle più eccezionali stratosfere del pop, lassù con quelle di Madonna e Michael Jackson». Matt Donnelly del Los Angeles Times ha definito il video musicale di Telephone «una festa per gli occhi, strapieno di moda fantastica, lotte tra ragazze, cibo da ristorante avvelenato, copricapi stravaganti e frammenti della bellezza di Gaga». Amy Odell della rivista New York ha scritto: «Questo è il video di Gaga, ma Beyoncé è la parte migliore: effettivamente nel video mostra il suo lato furioso e instabile che noi sapevamo nascondeva sotto la sua apparenza da perfettina». Monica Herrera di Billboard ha scritto: «[Il video] va oltre le misure sino all'inganno. [...] il clip di 'Telephone' è pieno zeppo di intrighi, risse in prigione, scene sorprendenti, avvelenamenti di massa oltre che di abbondanti nudi che potreste definire 'dotazioni'». Tanner Stransky di Entertainment Weekly ha commentato: «È bello come l'epico video di Bad Romance? Purtroppo, penso di no. Ma è meglio di qualsiasi altro video mai uscito».

## Esibizioni dal vivo

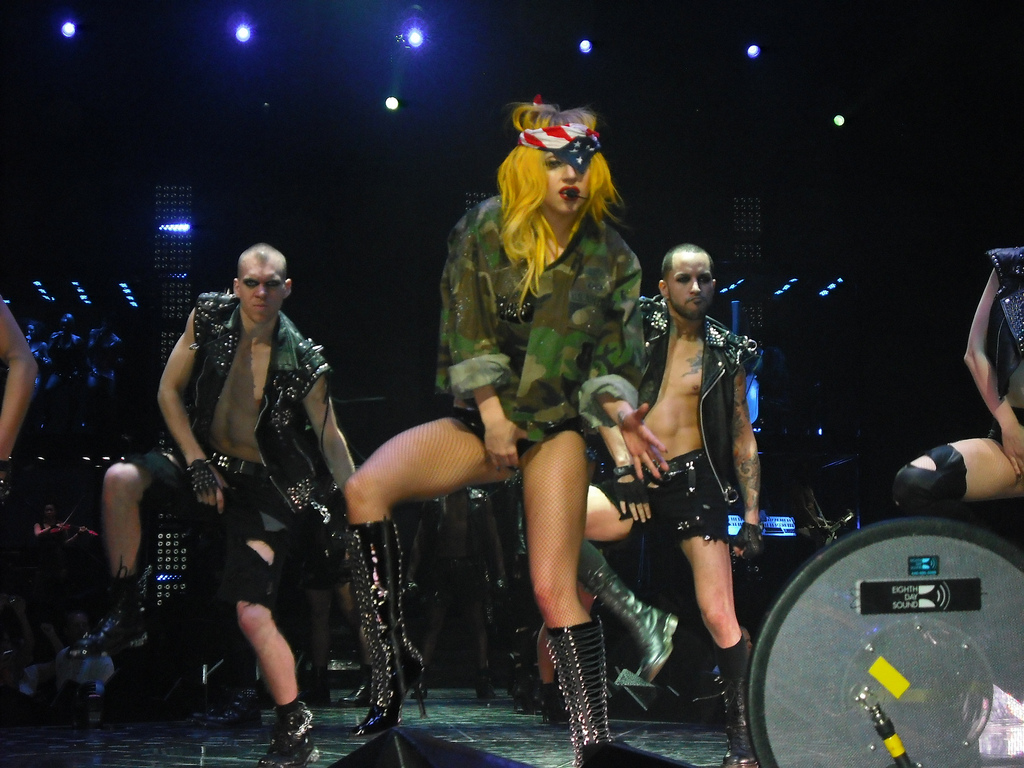
Lady Gaga esegue Telephone in una tappa del Monster Ball Tour

Lady Gaga ha eseguito Telephone per la prima volta in occasione dei BRIT Awards, il 16 febbraio 2010, presso l'Earls Court Exhibition Centre di Londra. Poco prima dello spettacolo, la cantante aveva pubblicato un messaggio sulla sua pagina di Twitter con scritto: «L'esibizione di stasera è dedicata ad un nostro amico. Maschera di Phillip Treacy, statua di Nick Knight, musica di Lady Gaga. Mi mancate». Per l'occasione, la cantante si è presentata con un abito di pizzo bianco, una maschera e un'acconciatura molto elaborata. Lady Gaga ha cantato il brano in versione acustica, seduta ad un pianoforte ricoperto da un velo; interrompendo per un attimo l'esecuzione, ha dichiarato che la performance era un omaggio allo stilista inglese Alexander McQueen, morto suicida solo cinque giorni prima. Nel corso dello spettacolo, il palco è stato sovrastato dalla grande statua che raffigurava la cantante con un caschetto e le famose scarpe Armadillo, disegnate per lei dallo stesso McQueen.

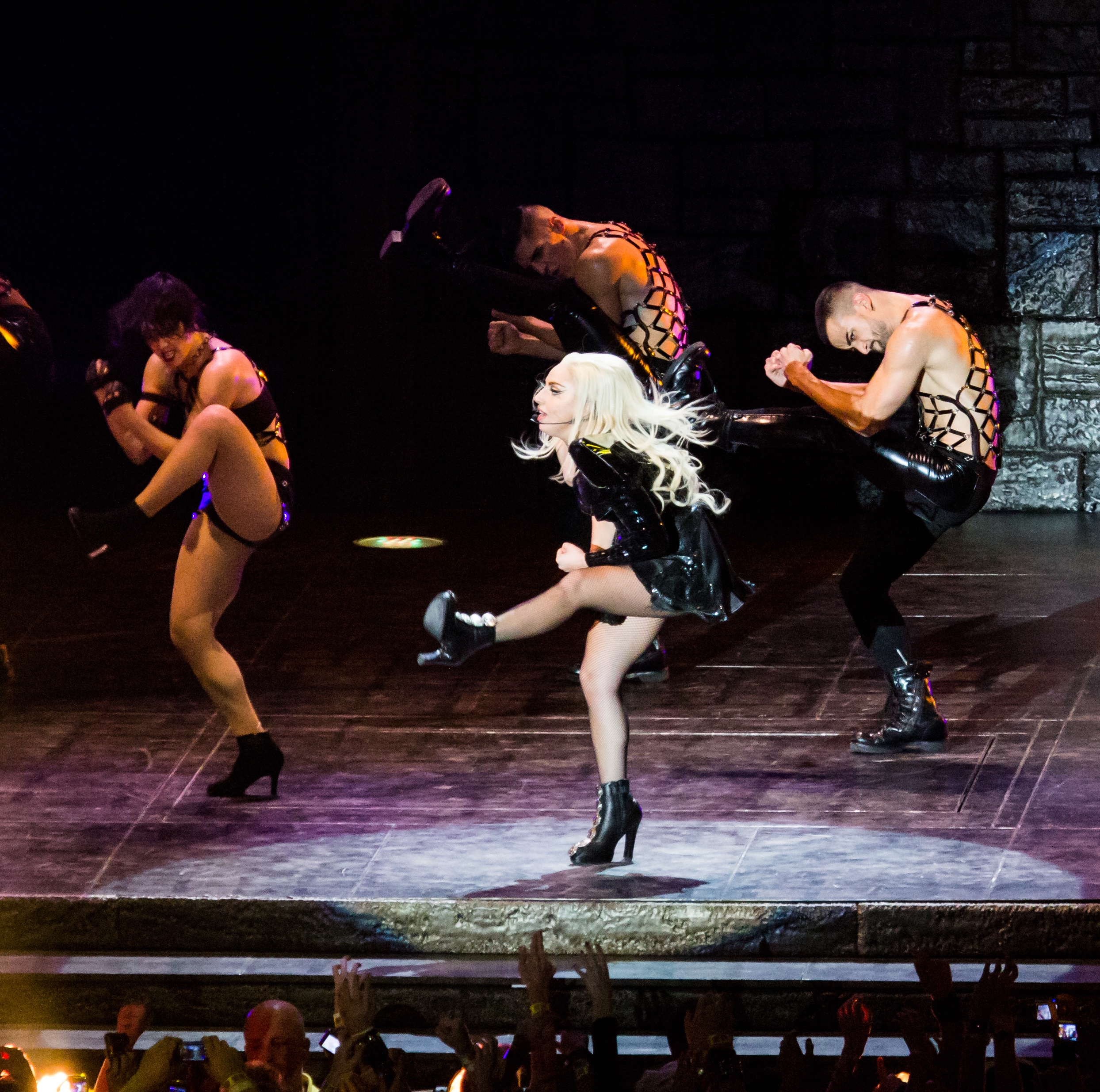
Lady Gaga durante l'esecuzione di Telephone al Born This Way Ball

Gaga ha aggiunto il brano alla scaletta del Monster Ball Tour dopo la rivisitazione dello show, ed esso veniva usato come ponte tra il secondo e il terzo atto. La canzone fu interpretata anche durante lo show inglese, Friday Night with Jonathan Ross, il 3 marzo 2010. L'episodio andò in onda due giorni dopo. Gaga ha cantato Telephone durante lo show musicale giapponese Music Station il 16 aprile 2010. Per l'esibizione Gaga ha indossato una tuta di pizzo nero molto aderente, con delle spalline in plastica dalla forma simile a ali di un vampiro, disegnati per lei da Somarta e Yuima Nakazato.
Nel maggio 2011, Gaga ha cantato il brano durante il Radio 1's Big Weekend a Carlisle. Beyoncé ha cantato il brano il 26 giugno 2011, durante il Glastonbury Festival davanti a più di 175,000 persone. Durante la performance, Beyoncé ha indossato una giacca marrone, tempestata di piccole pietre dorate, con colletto nero e scollatura sul davanti, ai piedi portava due stivali scuri, e indossava dei pantaloncini corti. Gaga ha cantato il brano anche durante il suo terzo tour, The Born This Way Ball con la coreografia originale. Nel 2014 la canzone era parte della scaletta degli spettacoli dell'ArtRave: The Artpop Ball, il quarto tour mondiale di Lady Gaga, ed ha fatto anche parte della scaletta della performance all'half-time show del Super Bowl LI.

## Tracce
CD singolo Regno Unito
1. Telephone (feat. Beyoncé) – 3:40
2. Telephone (Alphabeat Remix Edit) – 4:51

Singolo digitale iTunes Regno Unito
1. Telephone (feat. Beyoncé) – 3:40
2. Telephone (Video musicale) – 9:27

Download digitali Francia, Italia e Regno Unito
1. Telephone (Alphabeat Extended Remix) – 6:41 – [54]

1. Telephone (Crookers Vocal Remix) – 4:49 – [55]

1. Telephone (DJ Dan Extended Vocal Remix - solo Regno unito) – 5:59 – [56]

1. Telephone (Electrolightz Remix) – 4:26 – [57]

1. Telephone (Kaskade Extended Remix) – 5:24 – [58]

1. Telephone (Ming Extended Remix) – 4:31 – [59]

1. Telephone (Passion Pit Remix) – 5:12 – [60]

1. Telephone (Tom Neville's Ear Ringer Radio Remix) – 4:17 – [61]

Vinile 7" Regno Unito
1. Telephone (feat. Beyoncé) – 3:40
2. Telephone (feat. Beyoncé) (Passion Pit Remix) – 5:13

Remix EP AUS/U.S.
1. Telephone (Alphabeat Extended Remix) – 6:41
2. Telephone (Crookers Vocal Remix) – 4:50
3. Telephone (DJ Dan Extended Vocal Remix) – 5:59
4. Telephone (DJ Dan Vocal Remix - solo digitale[64]) – 3:28
5. Telephone (Dr. Rosen Main Remix) – 6:25
6. Telephone (Electrolightz Remix) – 4:26
7. Telephone (Kaskade Extended Remix) – 5:04
8. Telephone (Ming Extended Remix) – 4:31
9. Telephone (Passion Pit Remix) – 5:13
10. Telephone (Tom Neville's Ear Ringer Remix) – 7:14

EP digitale The DJ Remixes;
1. Telephone (Alphabeat Remix Edit) – 4:49
2. Telephone (Crookers Dub Remix) – 5:08
3. Telephone (DJ Dan Dub Remix) – 6:22
4. Telephone (Kaskade Dub Remix) – 4:40
5. Telephone (Kaskade Radio Remix) – 3:43
6. Telephone (Ming Dub Remix) – 4:03
7. Telephone (Ming Radio Remix) – 3:12
8. Telephone (Tom Neville's Ear Ringer Radio Remix) – 4:18
9. Bad Romance (DJ Paulo's Gaga Oh La-La Remix) – 9:41

## Classifiche settimanali
| Classifica (2010) | Posizione massima |
| ----------------- | ----------------- |
| Australia         | 3                 |
| Austria           | 3                 |
| Belgio (Fiandre)  | 1                 |
| Belgio (Vallonia) | 1                 |
| Bulgaria          | 2                 |
| Canada            | 3                 |
| Danimarca         | 1                 |
| Estonia           | 1                 |
| Europa            | 1                 |
| Finlandia         | 7                 |
| Francia           | 3                 |
| Germania          | 3                 |
| Irlanda           | 1                 |
| Norvegia          | 1                 |
| Italia            | 2                 |
| Lussemburgo       | 4                 |
| Nuova Zelanda     | 3                 |
| Paesi Bassi       | 10                |
| Regno Unito       | 1                 |
| Repubblica Ceca   | 9                 |
| Russia            | 3                 |
| Slovacchia        | 6                 |
| Spagna            | 5                 |
| Svezia            | 2                 |
| Svizzera          | 4                 |
| Ucraina           | 4                 |
| Ungheria          | 3                 |
| Stati Uniti       | 3                 |

### Classifiche di fine anno
| Classifica (2010)   | Posizione |
| ------------------- | --------- |
| Australia           | 20        |
| Austria             | 36        |
| Belgio (Fiandre)    | 11        |
| Belgio (Vallonia)   | 9         |
| Canada              | 15        |
| Danimarca           | 23        |
| Europa              | 12        |
| Germania            | 50        |
| Giappone            | 87        |
| Italia              | 18        |
| Paesi Bassi         | 45        |
| Regno Unito         | 15        |
| Romania             | 61        |
| Spagna              | 20        |
| Stati Uniti         | 16        |
| Stati Uniti (Dance) | 38        |
| Stati Uniti (Pop)   | 11        |
| Svizzera            | 44        |

## Date di pubblicazione
| Nazione     | Data                    | Formato                        |
| ----------- | ----------------------- | ------------------------------ |
| Stati Uniti | 26 gennaio 2010 (Radio) | Mainstream                     |
| Stati Uniti | 26 gennaio 2010 (Radio) | Rhythmic                       |
| Stati Uniti | 26 gennaio 2010 (Radio) | Urban                          |
| Stati Uniti | 26 gennaio 2010 (Radio) | Hot AC                         |
| Francia     | 15 febbraio 2010        | Digital download               |
| Stati Uniti | 2 marzo 2010            | Digital download - The Remixes |
| Stati Uniti | 30 marzo 2010           | CD Single - The Remixes        |
| Regno Unito | 15 marzo 2010           | CD single, 7"                  |
| Germania    | 26 marzo 2010           | CD single                      |